# 佩特拉·凯利
佩特拉·凯利（德語：Petra Karin Kelly，1947年11月29日—1992年10月1日），德国绿党政治家和生态女权主义活动家，德国绿党创始成员之一，该党是德国国内和世界上首个知名的绿党。1982年，她因“制定和实施将生态问题与裁军、社会正义和人权结合起来的新愿景”而被授予正确生活方式奖。